# Ruud Wielinga
Ruud Wielinga (n. 1940 ) es un botánico orquideólogo neerlandés.
- La abreviatura «Wielinga» se emplea para indicar a Ruud Wielinga como autoridad en la descripción y clasificación científica de los vegetales.[3]